# 刘秋容
刘秋容（1941年—2020年10月24日），女，湖南人，中华人民共和国政治人物，曾任深圳市人大常委会副主任，深圳市总工会主席，第五、六、七届全国人大代表。

## 生平
1966年至1976年，担任广深二组列车长。1978年当选全国人大代表，历任中共三水县委副书记（1982年－1983年），广东省妇联副主任，深圳市总工会主席，深圳市人大常委会副主任等职。2008年起任深圳市关心下一代工作委员会主任。2020年10月24日上午在深圳逝世。